# Molnár Zsuzsa (színművész)
Molnár Zsuzsa (Szolnok, 1953. június 6. –) Jászai Mari-díjas magyar színésznő.

## Életpályája
A Színház- és Filmművészeti Főiskola elvégzése után 1978–1979 között a veszprémi Petőfi Színházban kezdte pályáját. 1979–1980 között a kecskeméti Katona József tagja volt. 1980–1990 között a Miskolci Nemzeti Színházban játszott. 1990–1995 között a Nemzeti Színház művésznője volt. 1995-2002 között a Soproni Petőfi Színház tagja volt. 2002-2012 között szabadúszó volt, játszott a József Attila Színházban és a Szegedi Nemzeti Színházban is. 2012-től a József Attila Színház színésznője. Egyaránt sikerrel alakítja prózai és zenés darabok hősnőit.

## Színházi szerepei
- Abby (Joseph Kesselring: Arzén és levendula)
- Júlia (Hunyady Sándor: A három sárkány)
- Balikóné (Selmeczi Bea–Verebes István: Angyalföldi ballada)
- Helga (Leonyid Genrihovics Zorin (wd): Varsói melódia)
- Éva (Madách: Az ember tragédiája)
- Kocsma Jenny (Brecht–Weill: Koldusopera)
- Tótné (Örkény István: Tóték)

## Filmszerepei
- Erdély aranykora (1989)
- Barátok közt (2006)…Kárpáti Hedvig
- Jóban Rosszban (2016)…Bezerédi Nóra

## Szinkronszerepei

### Sorozatok
- A betolakodó - Renata de Velarde - Patricia Reyes Spíndola
- A fiúk a klubból - Rita Montgomery - Marnie McPhail
- A gimi dívája - Jhyll King - Jhyll Teplin
- A Grace klinika - Susan Grey - Mare Winningham
- A hidegsebész - Samantha Baker - Sonja Sohn
- A médium - Louise Leaming - Blythe Danner
- A prófécia - Carla di Montefeltro/Joyce Esperanza - Isabelle Tanakil
- A szerelem ösvényei - Olga Vázquez de Gutiérrez - Nuria Bages
- A szerelem rabjai - Inés Vázquez - Mónica Galán
- A szerelem tengere - Mística - Elizabeth Dupeyrón
- A végzet hatalma - Olga de los Santos - Rosángela Balbó
- Az elnök emberei - Claudia Jean "C.J." Cregg - Allison Janney
- Az igazság napja - Justice Deborah Szwark - Gail Strickland
- Az örökség - Constanza Goldstein de Villegas - Zuria MacGregor
- Babylon 5 - Susan Ivanova	- Claudia Christian
- Beverly Hills 90210 - Cindy Walsh - Carol Potter
- Bostoni halottkémek (Nyughatatlan Jordan) - Evelyn (Bostoni halottkémek) - Lois Nettleton
- Bűbájos boszorkák - Mrs. Chao - Elizabeth Sung
- Bűbájos boszorkák - Amanda (Charmed) - Pamela Gordon
- Bűvölet - Rosalba Baroni - Micaela Esdra
- Cobra 11 - Isolde Maria Schrankmann - Kerstin Thielemann
- CSI: A helyszínelők - Donna Hoppe - Pamela Reed
- Dél Királynője - Mercedes Vargas - Patricia Alvarez
- Dokik - Laverne Roberts nővér - Aloma Wright
- Downton Abbey - Sarah O'Brien - Siobhan Finneran
- Empire - Elle Dallas - Courtney Love
- Enid Blyton kalandfilm sorozata - Allison Mannering - Kirsten Hughes
- Fargo - Floyd Gerhardt - Jean Smart
- Grimm - Kelly Burkhardt Mary Elizabeth Mastrantonio
- Hogyan ússzunk meg egy gyilkosságot? - Lucinda Blair - Jill Remez
- Időtlen szerelem - Fiatal Catalina "Cata" de Soberón - Silvia Manríquez
- Isteni sugallat - Sarah Polonski - Mary Mara
- Két pasi – meg egy kicsi - Beverly - Allison Janney
- Ki vagy, doki? (A szökevény menyasszony) - Sylvia Noble - Jacqueline King
- María del Carmen - Damiana Guillen / Juliana Guillen - Helena Rojo
- María Mercedes - Magnolia de Mancilla - Gabriela Goldsmith
- Marichuy – A szerelem diadala - Roxana de Alba - Ursula Pratts
- Medicopter 117 – Légimentők - Jenny Spann	- Karina Thayenthal
- Megkövült szívek - Elsa Villaseñor de Galván - Elizabeth Dupeyrón
- MI-5 - Az elit alakulat (Titkos Szolgálat - MI5) - Tessa Phillips - Jenny Agutter
- Míg az élet el nem választ - Dori Newman - Rita Moreno
- Milagros - Blanca Rivera de San Martín - Mirna Bracamonte
- Mindörökké szerelem - Dolores "Dolly" de Astorga - Lourdes Munguía Ofelia Cano
- Otthonunk - Irene Roberts - Lynne McGranger
- Paula és Paulina - Lourdes - Irán Eory
- Szalamandra - Carmen Mirabal - Alcira Gil
- Szívtipró gimi - Hilary Scheppers	- Tina Bursill
- Titkos Szolgálat - MI5 (MI-5 - Az elit alakulat) - Tessa Phillips - Jenny Agutter
- Több mint testőr - Nora - Alba Roversi
- Wayward Pines - Arlene Moran - Siobhan Fallon

## Díjak, kitüntetések
- Jászai Mari-díj (1990)
- Kabos Gyula-díj (2001)
- Kaló Flórián-díj (2018)[2]
- Sztankay István-díj (2025)[3]